# Wieżtyca
Wieżtyca – upiór z wierzeń słowiańskich.
Był to skrzydlaty, półprzezroczysty upiór przypominający olbrzymią ćmę. Zazdrościł żywym utraconego przez siebie życia; z tego powodu wył pod oknami chłopskich chat podczas nowiu.
Wieżtyca potrafiła wejść do izby przez szczelinę pod drzwiami lub dziurkę od klucza. Po wybraniu ofiary (najczęściej osoby najmłodziej wyglądającej z domowników) otwierała jej kratkę piersiową i wgryzała się w serce. Ofiara nie budziła się wówczas, gdyż była pod wpływem potężnej magii. Najedzona wieżtyca odlatywała, zasklepiając ranę. Rano ofiara budziła się z okropnym bólem i umierała w przeciągu kilku następnych dni.
Sposobem na odstraszenie upiora było smarowanie piersi czosnkiem przed snem, zwłaszcza w zapusty, kiedy aktywność nocnych demonów wzrastała.